# Вольфганг Шмідт
Вольфганг Шмідт (нім. Wolfgang Schmidt; нар. 23 вересня 1970) — німецький юрист і політик, член СДПН. З грудня 2021 року — міністр з особливих доручень Німеччини, голова відомства федерального канцлера Німеччини.